# Jenkinsburg
Jenkinsburg é uma cidade  localizada no estado americano de Geórgia, no Condado de Butts.

## Demografia
Segundo o censo americano de 2000, a sua população era de 203 habitantes.
Em 2006, foi estimada uma população de 230, um aumento de 27 (13.3%).

## Geografia
De acordo com o United States Census Bureau tem uma área de 2,0 km², dos quais 2,0 km² cobertos por terra e 0,0 km² cobertos por água.

## Localidades na vizinhança
O diagrama seguinte representa as localidades num raio de 24 km ao redor de Jenkinsburg.